# Margherita Terzi
Margherita Terzi foi uma pastelista veneziana do século XVIII.
Terzi estev relacionada ao pintor Cristoforo Terzi. Ela foi aluna de Rosalba Carriera, que em 1752 deu a soma de 200 ducados "à duas irmãs Margherita e Maria Terzi". Seu trabalho era conhecido de Catherine Read, que, em correspondência com Carriera datada de 1756, enviou elogios a Terzi e se ofereceu para fornecer-lhe mais papel.